# Grotte Malou
La grotte Malou est une grotte située dans le département français du Haut-Rhin.

## Localisation
La grotte Malou se trouve sur le territoire de la commune de Lucelle, dans le Haut-Rhin ; elle est située sur le versant droit d'un vallon latéral de la vallée de la Lucelle.
La grotte est la source d'un ruisseau pérenne qui se jette dans la Lucelle au bout d'environ 350 mètres. L'eau ne sort directement de la grotte que lors de crues : en temps normal, le ruisseau jaillit entre les pierres de son lit environ 4 mètres plus bas et 20 mètres plus en aval.

## Topographie
La grotte se compose d'un porche qui se poursuit par une galerie étroite (50 centimètres de largeur et autant de largeur) qui présente deux virages à angle droit.
La galerie débouche dans une petite salle, dans le sol de laquelle s'ouvre une faille large de 25 centimètres qui donne sur un réseau actif.
La galerie constitue une gêne pour les explorations, d'une part à cause de son étroitesse et de ses virages serrés, d'autre part à cause de sa tendance à se combler avec les sédiments apportés par les crues annuelles : ainsi, lors de la première exploration, l'épaisseur des sédiments était de 10 centimètres dans la galerie et 40 centimètres sous le porche.

## Géologie
La grotte est creusée dans le calcaire du Séquanien.

## Historique des explorations
- En novembre 1957, la grotte est découverte par le Groupe Spéléologique Alsacien au cours d'une prospection[3].

- En septembre 1963, les spéléologues atteignent la salle terminale[3].

- À l'automne 1985, le Groupe Spéléologique Alsacien réalise simultanément deux séries de travaux : la grotte est vidée de ses sédiment, et une tranchée est creusée dans l'amoncellement de blocs sous lequel passe le ruisseau[3].

## Galerie d'images

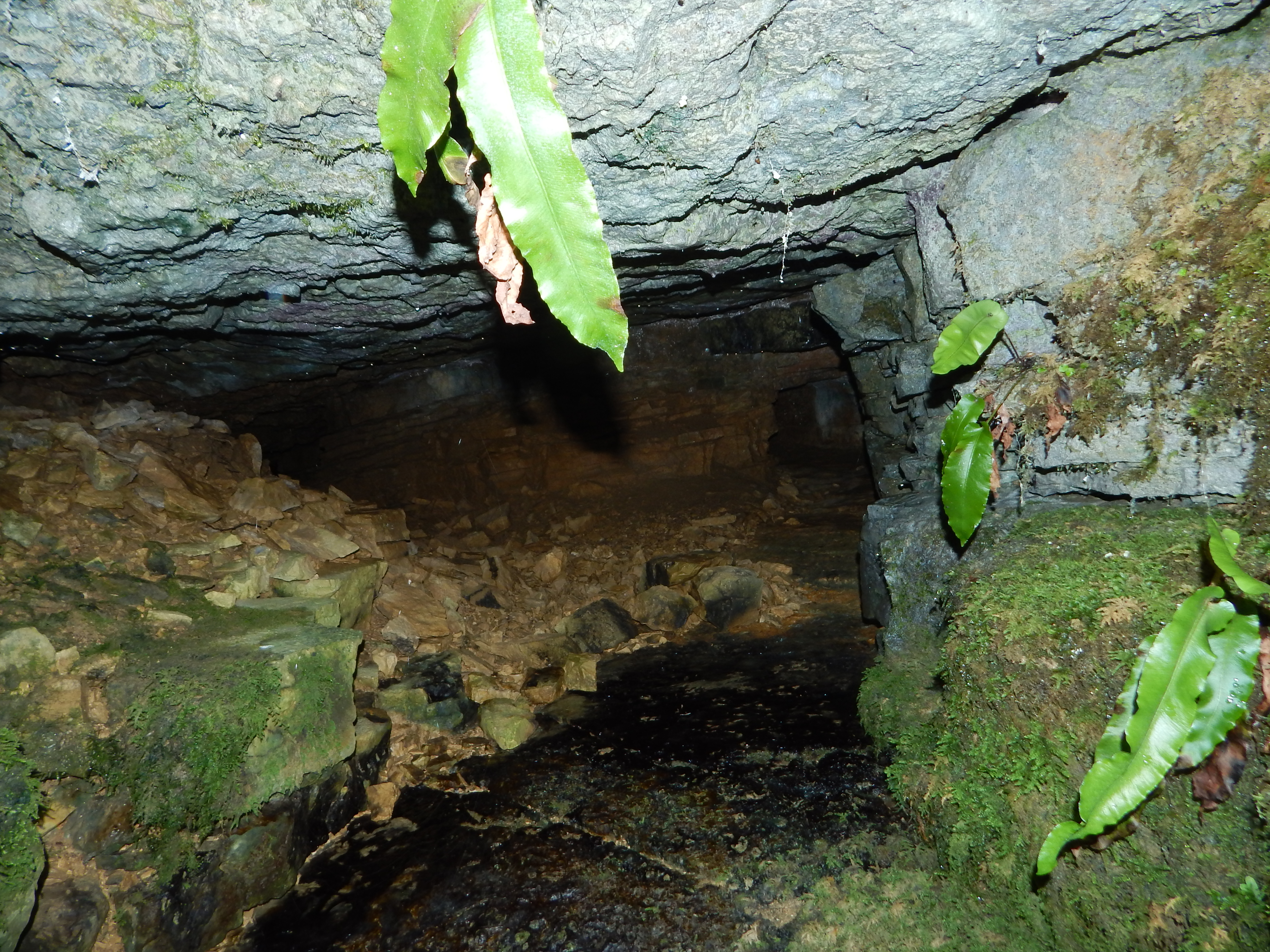
Intérieur de la grotte Malou, vu depuis le porche d'entrée.
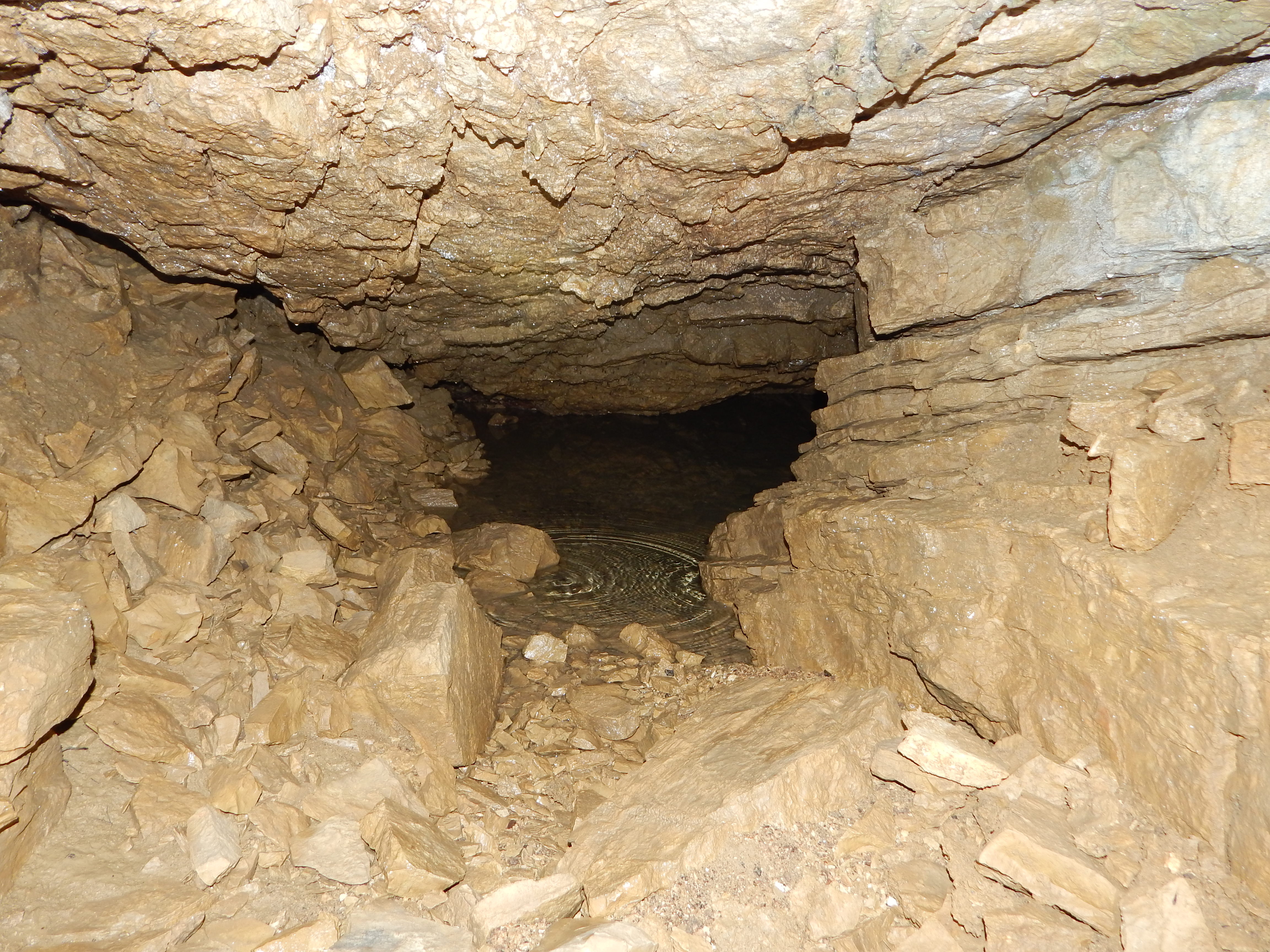
Flaque d'eau à gauche de l'entrée.
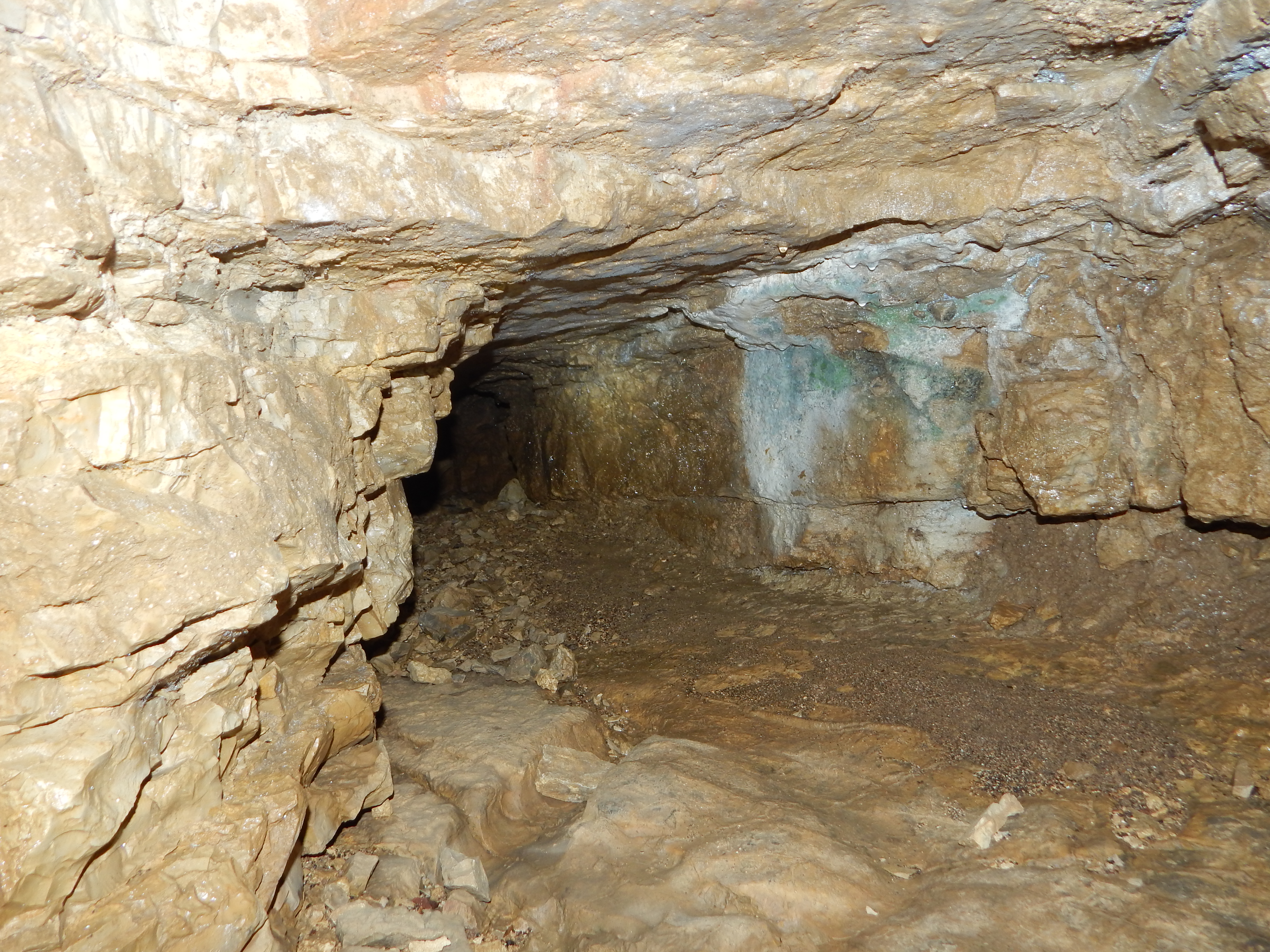
Départ de la galerie menant à la salle terminale. Les sédiments laissés par les crues sont bien visibles.
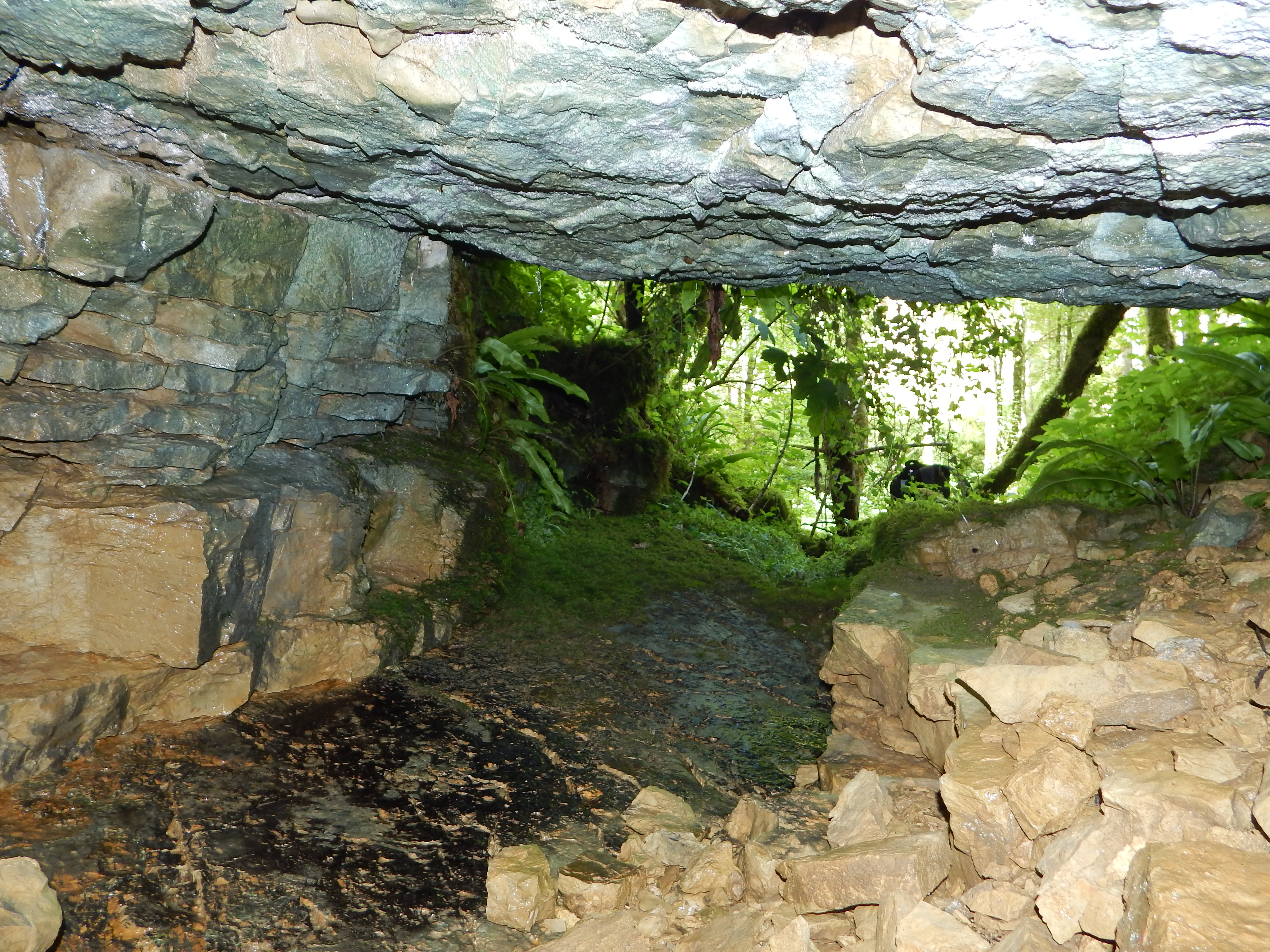
Vue du porche de la grotte, en regardant depuis le fond.
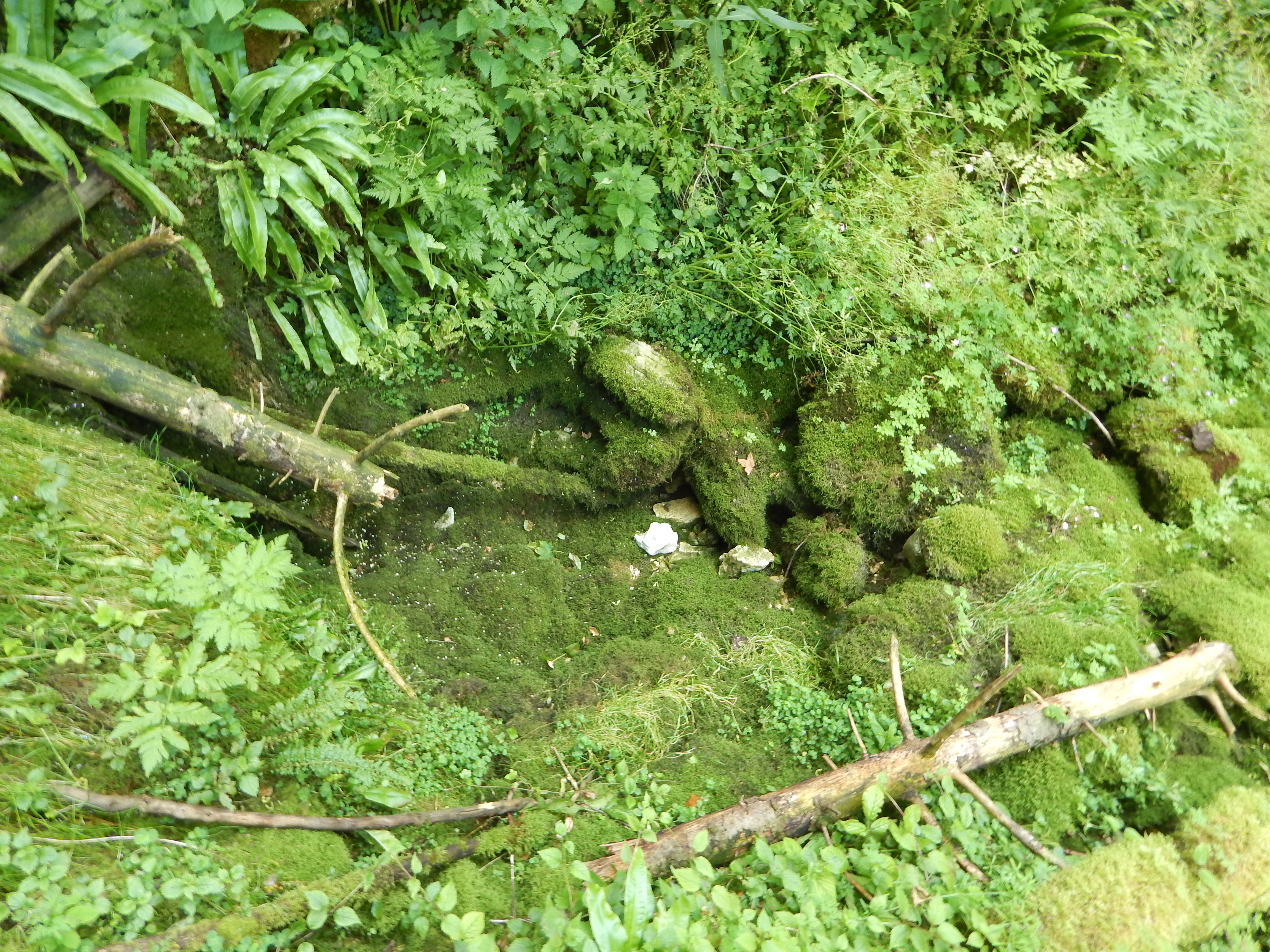
Le lit asséché du ruisseau devant le porche de la grotte.
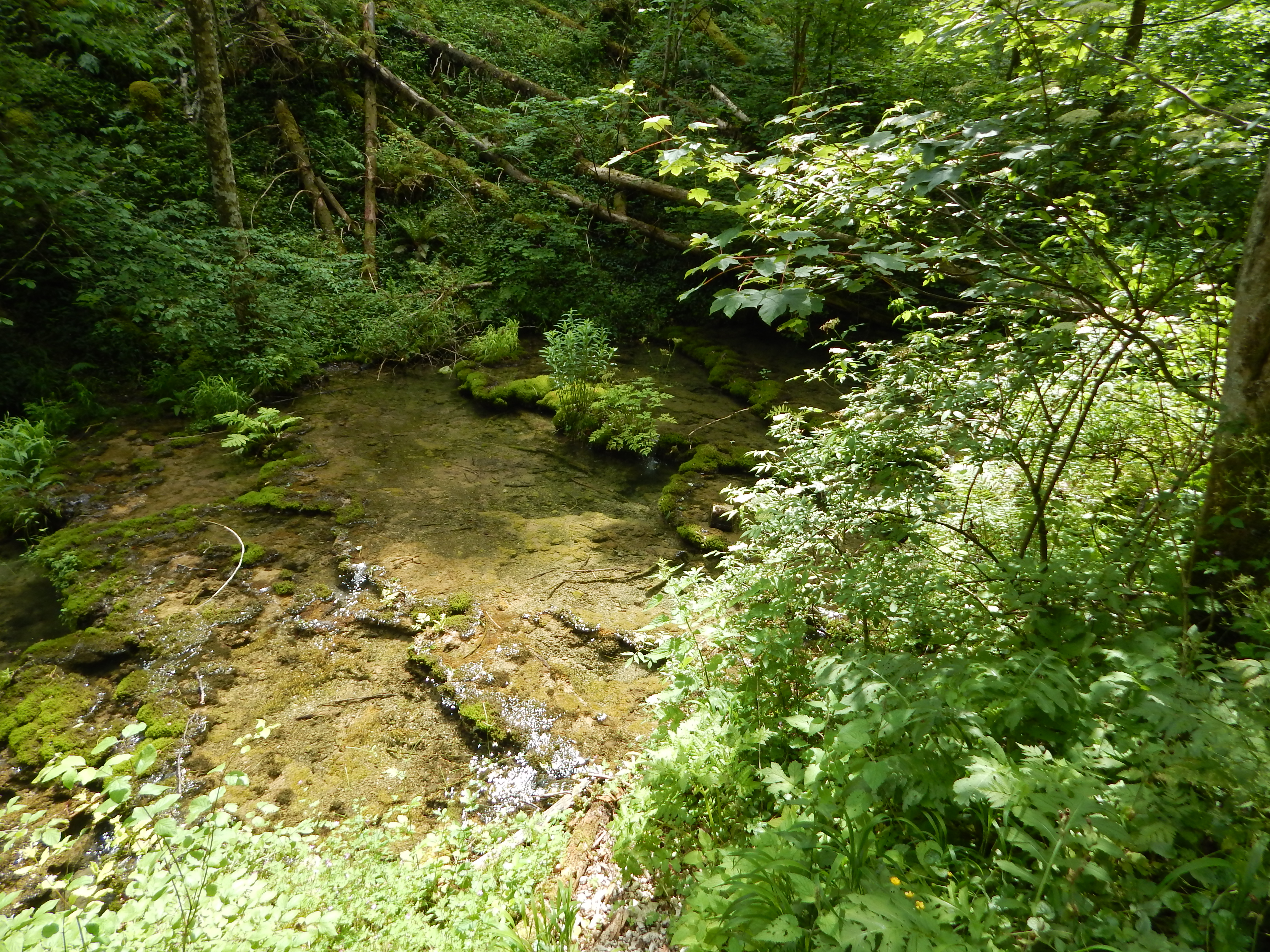
Le ruisseau de la grotte, quelques dizaines de mètres en aval.